# 凡妮莎·卡爾頓
凡妮莎·李·卡爾頓（英語：Vanessa Lee Carlton，1980年8月16日—），生於美國宾夕法尼亚州，美國鋼琴音樂女歌手。2002年夏天，她以Billboard前五名與葛來美獎提名的單曲A Thousand Miles在美國各地迅速走紅，首張專輯《不平凡》（Be Not Nobody）大賣，获白金唱片认证。
随后的第二張專輯《不同凡響》（Harmonium）与第三張專輯《英雄與小偷》（Heroes & Thieves）均未能取得首张专辑的成功。
第四张专辑《逃跑的小白兔》（Rabbits on the Run）由凡妮莎·卡爾頓独立制作，随后签约唱片公司发行。2012年12月，凡妮莎发行了一张圣诞节主题EP（Hear the Bells）。第五张录音室专辑Liberman将于2015年10月发行。

## 音樂生涯

### 童年及青年时期
凡妮莎·卡爾頓出生于宾夕法尼亚州米尔福德，父亲艾德·卡尔顿是一名飞行员，母亲海蒂是一名钢琴师和音乐教师。 
凡妮莎是家中三个孩子的老大，有一个妹妹格温和弟弟埃德蒙德。凡妮莎·卡爾頓的叔叔是三次格莱美奖得主赖瑞·卡尔顿。她具有一半俄罗斯和斯堪的纳维亚血统。
她自幼就开始对音乐感兴趣。两岁时她在游览完迪士尼乐园后，回家在钢琴上弹奏了《小小世界》，她母亲便开始指导她弹钢琴
。
凡妮莎年轻时开始接触古典音乐，9岁时开始热爱芭蕾舞。1994年，14岁的凡妮莎进入美国芭蕾学校学习。
毕业后，她在社区夜店里演唱，积累舞台经验。
2001年凡妮莎签约A&M唱片公司。

### 2002–03:Be Not Nobody
卡尔顿初次遇见歌曲作者兼制作人Peter Zizzo是在一个唱作歌手社交圈。几个月后，Zizzo邀请卡尔顿来到他的录音室录制样带。三个月后，卡尔顿签约Jimmy Iovine并开始录制专辑《Rinse》。该专辑从未发行，但部分曲目被重新制作并收入专辑《Be Not Nobody》。其中一首歌《Carnival》，重录后称为《Dark Carnival》，被用于电子游戏《间谍猎手2》。 其他收录在《Rinse》的曲目包括《Interlude》（后来称作《A Thousand Miles》）、《Rinse》、《Ordinary Days》（后来称作《Ordinary Day》）、《Twilight》、《Pretty Baby》、《All I Ask》和《Superhero》。这些歌曲中仅有前五首被收入她的首张专辑《Be Not Nobody》。其他未发行曲目包括《Faces》、《Meggie Sue》、《Little Mary》、《Burden》、《Wonder》、《Devil Dance》和《Last Fall》。
由于之前录制唱片的努力不太成功，卡尔顿感到她的唱片公司缺乏明确的方向。然而，A&M唱片公司主席Ron Fair一听到她的《A Thousand Miles》样带后，便开始组织策划该首歌，并亲自制作与编曲。 此歌大获成功，一举登上公告牌百强单曲榜前五，此后成为年度最多播放歌曲第六位，并获得格莱美奖“年度唱片”、“年度歌曲”和“最佳器乐伴奏编曲”的提名。Fair也制作了专辑《Be Not Nobody》的其他部分。该专辑于2002年4月发行，同年登上公告牌二百强专辑榜第五位，并售出了102,000张。之后在全世界售出超过两百万张。随后也发行了两首单曲《Ordinary Day》和《Pretty Baby》。卡尔顿也开始巡回演唱，起初为咕咕玩偶和心靈矇蔽合唱團开场，后于2002年开始自己的巡演。2003年前往欧洲巡演。
在发行第二张专辑之前，卡尔顿也与其他艺人合作。她为Counting Crows的歌《Big Yellow Taxi》演唱高声部，为意大利歌手Zucchero演奏钢琴，并为Kimya Dawson专辑《Hidden Vagenda》中的《Moving On》歌曲演唱和声。

### 2011–12:Rabbits on the RunandHear the Bells

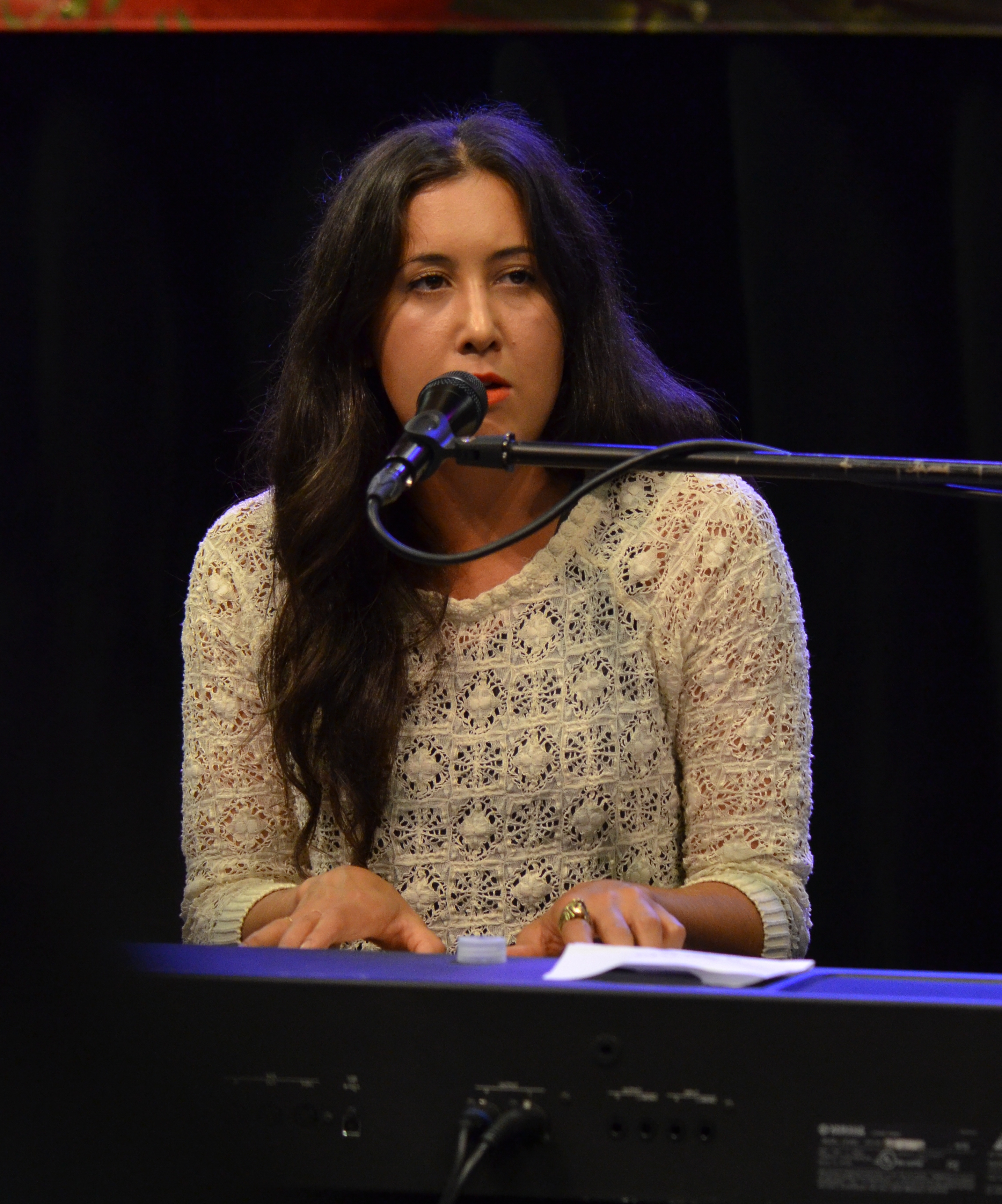
卡尔顿2011年8月纽约现场演出

卡尔顿的第四章录音室专辑《Rabbits on the Run》于2011年7月26日发行。发行该专辑的唱片公司Razor & Tie是她签约的第三个唱片公司 。录制这张专辑之前，卡尔顿并不确定是要继续录制专辑，或是转而从事电影配乐。决定再次尝试之后，她决定要在理想的环境里录制唱片，因而选择了位于英国的Real World Studios。专辑名称中的“兔子”往往象征着时间流逝、思绪朦胧，正是她过去几年的内心写照  。该专辑还受到了史蒂芬·霍金的《时间简史》和理查德·亚当斯的《瓦特希普高原》两部书的启发。专辑中如梦幻般的声音归功于制作人Steve Osborne以及录音时直接录制在磁带上。5月3日第一首单曲《Carousel》 发布 。9月19日，她的经纪公司通过她的推特宣布《I Don't Want to Be a Bride》将会是下一首单曲。卡尔顿又通过推特表示，唱片公司不会为《I Don't Want to Be a Bride》而是《Hear the Bells》制作音乐录影带 。卡尔顿表示《Hear the Bells》是她目前为止最吐露真情的MV。该MV于2012年7月发行。
2011年11月10日，卡尔顿的经纪公司通过她的推特宣布即将发行一张圣诞主题EP《Hear the Bells》。专辑包含4首歌，其中两首为原声版的《Hear the Bells》和《A Thousand Miles》。

## 慈善活动
2005年卡尔顿跑完了纽约马拉松，并将其所得捐款捐献给非营利组织Musicians on Call。该组织致力于为卧病在床的病人带去现场及录制的音乐。

## 專輯
- Be not nobody 不平凡 (2002)
- Harmonium 不同凡響 (2004)
- Heroes & Thieves 英雄與小偷 (2007)
- Rabbits on the Run (2011)